# Brett Hull
Brett Andrew Hull (Belleville, 9 agosto 1964) è un ex hockeista su ghiaccio statunitense.
Ha giocato dal 1987 al 1998 con i St. Louis Blues, società che in suo onore ha ritirato la maglia numero 16.

## Palmarès

### Olimpiadi
- Argento a Salt Lake City 2002.

### World Cup
- Oro nel 1996.

### Canada Cup
- Argento nel 1991.